# الحب الدائم (رواية)
الحب الدائم (بالإنجليزية: Enduring Love)‏ هي رواية للكاتب البريطاني إيان ماك إيوان، نشرت عام 1997.
تدور الرواية حول غريبين يدخلان علاقة متشابكة بشكل خطير، بعد شهودهما لحادثة مميتة.